# Rickreall
Rickreall (kiejtése: ˈrɪkriɔːl, korábban Rickreal) az Amerikai Egyesült Államok északnyugati részén, Oregon állam Polk megyéjében elhelyezkedő statisztikai település, a salemi statisztikai körzet része. A 2020. évi népszámlálás adatai szerint 76 lakosa van.
A településen keresztülfolyik a Rickreall-patak.

## Története
Az 1851-ben megnyílt posta vezetője Nathaniel Ford volt. A hivatal 1857-ben bezárt, de 1866-ban újranyílt és azóta is üzemel. A polgárháború során a települést a Konföderációval való szimpátia miatt a Dixie becenévvel illették.

## Oktatás
Az 1846-ban alapított Jefferson Intézet az 1850-es évekig működött.
Később két általános iskola (Oak Grove és Rickreall) volt a településen; 2003-ban a Rickreallt bezárták, épületét pedig egyházi hasznosításra bérbe adták (a szerződést az egyház 2007-ben felmondta); a diákok ezután Dallasba jártak. Az Oak Grove 2005-ben szűnt meg.

## Közművek
A település és a régió vízellátását a Rickreall Community Water Association nonprofit szervezet biztosítja.

## Fordítás
- Ez a szócikk részben vagy egészben  a   Rickreall, Oregon című angol Wikipédia-szócikk ezen változatának fordításán alapul.  Az eredeti cikk szerkesztőit annak laptörténete sorolja fel. Ez a jelzés csupán a megfogalmazás eredetét és a szerzői jogokat jelzi, nem szolgál a cikkben szereplő információk forrásmegjelöléseként.